# Wuan (meteoryt)
Wuan – meteoryt kamienny należący do chondrytów oliwinowo-bronzytowych H 6, spadły o godzinie 11:00 31 lipca 1986 roku w chińskiej prowincji Hebei, w pobliżu wioski Wu’an. Z miejsca upadku meteorytu pozyskano 50 kg materii meteorytowej. Meteoryt Wuan jest trzecim i największym, jak dotąd, meteorytem znalezionym w prowincji Hebei.